# Plotohelmis tenuis
Plotohelmis tenuis är en ringmaskart som först beskrevs av Carl Apstein 1900.  Plotohelmis tenuis ingår i släktet Plotohelmis och familjen Alciopidae. Arten har ej påträffats i Sverige. Inga underarter finns listade i Catalogue of Life.